# Lijst van beelden in Ede
Dit is een (onvolledige) chronologische lijst van beelden in Ede. Onder een beeld wordt hier verstaan elk driedimensionaal kunstwerk in de openbare ruimte van de Nederlandse gemeente Ede, waarbij beeld wordt gebruikt als verzamelbegrip voor sculpturen, standbeelden, installaties, gedenktekens en overige beeldhouwwerken.
| Jaar  | Titel                                                                           | Kunstenaar(s)                                        | Locatie                                             | Plaats   | Soort                 | Afbeelding                                                    | Coördinaten                                              |
| ----- | ------------------------------------------------------------------------------- | ---------------------------------------------------- | --------------------------------------------------- | -------- | --------------------- | ------------------------------------------------------------- | -------------------------------------------------------- |
|       | Kind met bal                                                                    | Rien Goené (1929-2013)                               | Hogeweg 23                                          | Bennekom | Kunstwerk             |                                                               | 51° 59′ 49″ NB, 5° 40′ 25″ OL                            |
|       | Phoenix                                                                         | Rien Goené (1929-2013)                               | Kernhemseweg 7                                      | Ede      | Kunstwerk             |                                                               | 52° 3′ 10″ NB, 5° 39′ 26″ OL                             |
|       | Monument voor Bevrijding Harskamp                                               |                                                      | Dorpstraat / Julianastraat                          | Harskamp | Gedenkteken           |                                                               | 52° 7′ 42″ NB, 5° 45′ 16″ OL                             |
|       | Jongensfiguur                                                                   | Jan van Luijn (1916 -1995)                           | in depot                                            | Ede      | Kunstwerk             |                                                               | in depot                                                 |
|       | Geveldecoratie "met de grote vogels"                                            | H. Heuff-van Oven                                    | Brinkstraat 39                                      | Bennekom | Kunstwerk             |                                                               | 52° 0′ 34″ NB, 5° 40′ 37″ OL (in depot)                  |
|       | Zonder titel rotonde Meidoornlaan                                               |                                                      | Meidoornlaan                                        | Bennekom | Kunstwerk             |                                                               | 52° 0′ 25″ NB, 5° 40′ 47″ OL                             |
|       | Zonder titel tegeltableau                                                       |                                                      | Platanenweg                                         | Bennekom | Kunstwerk             |                                                               | 52° 0′ 21″ NB, 5° 40′ 49″ OL                             |
|       | Zonder titel tegeltableau                                                       |                                                      | Bergakkerplein                                      | Bennekom | Kunstwerk             |                                                               | 52° 0′ 0″ NB, 5° 40′ 38″ OL                              |
|       | Zonder titel tegeltableau                                                       |                                                      | Heyendaal                                           | Ede      | Kunstwerk             |                                                               | 52° 2′ 29″ NB, 5° 38′ 30″ OL                             |
|       | Zittende Tuinier                                                                |                                                      | Kerkhoflaan, Bennekom                               | Bennekom | Kunstwerk             | Zittende tuinman                                              | 51° 59′ 59″ NB, 5° 40′ 38″ OL                            |
|       | Stalagmite 3                                                                    | Carlo Borer                                          | Stadspark                                           | Ede      | Kunstwerk             |                                                               | 52° 02′ 43″ NB, 5° 40′ 30″ OL                            |
| 1840  | Grafmonument Anna Maria Moens                                                   |                                                      | Vossenakker                                         | Ede      | Kunstwerk             |                                                               | 52° 2′ 37″ NB, 5° 40′ 38″ OL                             |
| 1913  | Gedenksteen Voor J.H.Th. W. v.d. Ham (1822-1912)                                |                                                      | De Koepel                                           | Lunteren | Gedenkteken           |                                                               | 52° 4′ 59″ NB, 5° 38′ 53″ OL                             |
| 1914  | Centrale bank                                                                   | Jan Willem Dinger (1891-1986)                        | Het Lunterse Buurtbos                               | Lunteren | Gedenkteken           |                                                               | 52° 5′ 5″ NB, 5° 37′ 47″ OL                              |
| 1923  | Wilhelmina Lantaarn                                                             |                                                      | Maandereind                                         | Ede      | Gedenkteken           |                                                               | 52° 2′ 31″ NB, 5° 40′ 8″ OL                              |
| 1935  | Notarisbank                                                                     | Jan Willem Dinger (1891-1986)                        | Hessenweg                                           | Lunteren | Gedenkteken           |                                                               | 52° 6′ 3″ NB, 5° 38′ 43″ OL                              |
| 1945  | Gedenksteen in het Openluchttheater                                             |                                                      | Van Pabstlaan 1                                     | Ede      | Gedenkteken           |                                                               | 52° 2′ 24″ NB, 5° 40′ 42″ OL                             |
| 1945  | Herdenkingsmonument Bart van Elstplantsoen                                      |                                                      | Dorpstraat/ Kierkamperweg                           | Bennekom | Gedenkteken           |                                                               | 51° 59′ 48″ NB, 5° 40′ 34″ OL                            |
| 1945  | Gedenksteen Bevrijding                                                          |                                                      | Grotestraat 45, kerk                                | Ede      | Gedenkteken           |                                                               | 52° 2′ 46″ NB, 5° 40′ 17″ OL                             |
| 1945  | Mausoleum op de Paasberg                                                        | J. Brands J.T.P. Bijlhouwer Piet Esser (1914 - 2004) | Vossenakker                                         | Ede      | Gedenkteken           |                                                               | 52° 2′ 37″ NB, 5° 40′ 43″ OL                             |
| 1951  | VVV bank                                                                        |                                                      | Bergstraat/ Paasbergweg                             | Ede      | Gedenkteken           |                                                               | 52° 2′ 39″ NB, 5° 40′ 40″ OL                             |
| 1952  | Graaf Bentinckbank                                                              |                                                      | Edese bos nabij Kreelseweg                          | Ede      | Gedenkteken           |                                                               | 52° 3′ 13″ NB, 5° 41′ 42″ OL                             |
| 1955  | J.W.E.L. Hilgersmonument                                                        | Oswald Wenckebach (1895-1962)                        | Zonneoordlaan                                       | Ede      | Gedenkteken           |                                                               | 52° 4′ 6″ NB, 5° 40′ 39″ OL                              |
| 1955  | Gedenksteen Rode Kruis                                                          |                                                      | Harskamperweg/ Pothovenlaan                         | Otterlo  | Gedenkteken           |                                                               | 52° 6′ 11″ NB, 5° 46′ 18″ OL                             |
| 1960  | Airborne-monument The Eagle                                                     | H. Heuff-van Oven K. van Berkel J. Rombouts          | Verlengde Arnhemseweg 101                           | Ede      | Gedenkteken           |                                                               | 52° 2′ 13″ NB, 5° 44′ 3″ OL                              |
| 1963  | Geveldecoratie zonder titel                                                     | W. Sprietsma                                         | Rijnsteeg 5                                         | Ede      | Kunstwerk             |                                                               | 52° 0′ 43″ NB, 5° 37′ 34″ OL                             |
| 1964  | Alpha en Omega                                                                  | Joop Sjollema (1900-1990)                            | Achterdoelen 5                                      | Ede      | Kunstwerk             |                                                               | 52° 2′ 43″ NB, 5° 40′ 20″ OL                             |
| 1965  | Jongen en meisje                                                                | Jac Maris (1900-1996)                                | Prins Bernhardlaan 27                               | Ede      | Kunstwerk             |                                                               | 52° 1′ 50″ NB, 5° 39′ 55″ OL                             |
| 1966  | Monument Kerkhoflaan Lunteren                                                   |                                                      | Kerkhoflaan Lunteren                                | Lunteren | Gedenkteken           |                                                               | 52° 4′ 54″ NB, 5° 37′ 6″ OL                              |
| 1969  | Zonder titel                                                                    | Joop Haffmans (1922-2014)                            | Verlengde Parkweg                                   | Ede      | Kunstwerk             |                                                               | 52° 1′ 35″ NB, 5° 39′ 18″ OL                             |
| 1969  | Gedenksteen 1940 -1945 Algemene begraafplaats Otterlo                           |                                                      | Jachtlaan 55                                        | Otterlo  | Gedenkteken           |                                                               | 52° 6′ 7″ NB, 5° 46′ 37″ OL                              |
| 1969  | Spelende Kinderen                                                               | Rien Goené (1929-2013)                               | Boekhorst 2                                         | Ede      | Kunstwerk             |                                                               | 52° 2′ 45″ NB, 5° 38′ 39″ OL                             |
| 1969  | Meisje met gans                                                                 | Joop Haffmans (1922-2014)                            | Ceelman van Ommerenweg 11                           | Ede      | Kunstwerk             |                                                               | 52° 2′ 18″ NB, 5° 40′ 54″ OL                             |
| 1970  | Speel- en klimobject                                                            | Hedda Buijs (1943)                                   | Groenendaal 7                                       | Ede      | Kunstwerk             |                                                               | 52° 2′ 33″ NB, 5° 38′ 28″ OL                             |
| 1970  | De Grote Vlucht                                                                 | Theresia van der Pant (1924-2013)                    | Bergstraat / Oude Arnhemseweg                       | Ede      | Kunstwerk             |                                                               | 52° 2′ 47″ NB, 5° 40′ 35″ OL                             |
| 1970  | Beeldengroep                                                                    | Joop Haffmans (1922-2014)                            | Oranjelaan                                          | Ede      | Kunstwerk             |                                                               | 52° 1′ 38″ NB, 5° 40′ 10″ OL                             |
| 1972  | Het Jonge Volkje                                                                | Ubbo Scheffer (1924–1998)                            | Goudenstein 1                                       | Ede      | Kunstwerk             |                                                               | 52° 2′ 47″ NB, 5° 38′ 38″ OL                             |
| 1972  | Zonder titel                                                                    | Theo Schreurs (1939)                                 | Heijendaal 2                                        | Ede      | Kunstwerk             |                                                               | 52° 2′ 26″ NB, 5° 38′ 32″ OL                             |
| 1972  | De Zwemmers                                                                     | Rien Goené (1929-2013)                               | Peppelensteeg 17, zwembad                           | Ede      | Kunstwerk             |                                                               | 52° 2′ 10″ NB, 5° 38′ 22″ OL                             |
| 1972  | De Zaaier                                                                       | Rien Goené (1929-2013)                               | Paasbergerweg / Trapakkers                          | Ede      | Kunstwerk             |                                                               | 52° 2′ 41″ NB, 5° 40′ 31″ OL                             |
| 1974  | Spelende Kinderen, haasje-over                                                  | Rien Goené (1929-2013)                               | Commandeursweg 87                                   | Bennekom | Kunstwerk             |                                                               | 52° 0′ 10″ NB, 5° 40′ 12″ OL                             |
| 1974  | Betonreliëf                                                                     | Julia Brändle (1929-1982)                            | Asakkerweg 5                                        | Ede      | Kunstwerk             |                                                               | 52° 3′ 11″ NB, 5° 40′ 21″ OL                             |
| 1976  | Geveldecoratie zonder titel                                                     | Lex van Voorst (1930-1976)                           | Veenderweg 2                                        | Bennekom | Kunstwerk             |                                                               | 52° 0′ 12″ NB, 5° 40′ 44″ OL                             |
| 1976  | Deel - Relaties                                                                 | Ubbo Scheffer (1924-1998)                            | Bergstraat 4/ Plantsoen De Sterrenberg Achterdoelen | Ede      | Kunstwerk             |                                                               | 52° 2′ 48″ NB, 5° 40′ 30″ OL                             |
| 1976  | Waterkunstwerk                                                                  | Piet Slegers (1923)                                  | Bergstraat 4/Plantsoen Raadhuis                     | Ede      | Kunstwerk             |                                                               | 52° 2′ 44″ NB, 5° 40′ 29″ OL                             |
| 1977  | Rondom De Boerderij                                                             | Piet Schoenmakers (1919 -2009)                       | Ridderhof 9                                         | Ede      | Kunstwerk             |                                                               | 52° 2′ 32″ NB, 5° 37′ 56″ OL                             |
| 1977  | Tableau de Reeëngroep                                                           | Piet Schoenmakers (1919 -2009)                       | Marterlaan 20                                       | Lunteren | Kunstwerk             |                                                               | 52° 5′ 7″ NB, 5° 36′ 52″ OL                              |
| 1977  | Kubusconstructie                                                                | Hans Morselt (1929)                                  | Halderweg 43                                        | Bennekom | Kunstwerk             |                                                               | 52° 0′ 9″ NB, 5° 40′ 12″ OL                              |
| 1979  | Mozaïek zaaiende boer                                                           | Wim Mulder (1908-1992)                               | Dorpsplein 10 A                                     | Wekerom  | Kunstwerk             |                                                               | 52° 6′ 42″ NB, 5° 42′ 57″ OL                             |
| 1979  | Mozaïek geveldecoratie                                                          | Wim Mulder (1908-1992)                               | Kerklaan, Otterlo                                   | Otterlo  | Kunstwerk             |                                                               | 52° 6′ 4″ NB, 5° 46′ 25″ OL                              |
| 1980  | Slangfiguur                                                                     | Paul Vincken (1952)                                  | Edeseweg 216                                        | Harskamp | Kunstwerk             |                                                               | 52° 7′ 51″ NB, 5° 45′ 3″ OL                              |
| 1981  | Kubussen                                                                        | onbekend                                             | Zuidelijke Spoorstraat 8                            | Ede      | Kunstwerk             |                                                               | 52° 2′ 7″ NB, 5° 40′ 0″ OL                               |
| 1983  | Lunters vrouwtje                                                                | Elly van den Broek (1943)                            | Dorpstraat Lunteren                                 | Lunteren | Kunstwerk             |                                                               | 52° 5′ 11″ NB, 5° 37′ 10″ OL                             |
| 1983  | De Edese schaapscheerder                                                        | Klaas van Rosmalen (1926)                            | Molenstraat 80                                      | Ede      | Kunstwerk             |                                                               | 52° 2′ 51″ NB, 5° 40′ 19″ OL                             |
| 1984  | Gedenkteken Belgische vluchtelingen                                             |                                                      | Edese Heide / Ginkel                                | Ede      | Gedenkteken           |                                                               | 52° 2′ 25″ NB, 5° 43′ 22″ OL                             |
| 1985  | Gedenkteken Bevrijding op de Veluwe Harskamp                                    |                                                      | Otterloseweg, bij Molenstraat                       | Harskamp | Gedenkteken           |                                                               | 52° 7′ 27″ NB, 5° 45′ 30″ OL                             |
| 1986  | Spelende beren                                                                  | Frank Letterie (1931)                                | Grotestraat 103                                     | Ede      | Kunstwerk             |                                                               | 52° 2′ 49″ NB, 5° 40′ 17″ OL                             |
| 1987  | De Danser                                                                       | Jos Dirix (1958)                                     | Oude Bennekomseweg, bij Emmalaan                    | Ede      | Kunstwerk             |                                                               | 52° 1′ 31″ NB, 5° 40′ 19″ OL                             |
| 1989  | Keramische Poort                                                                | Jan Snoeck (1927-2018)                               | Rembrandtlaan/Maandereng                            | Ede      | Kunstwerk             |                                                               | 52° 1′ 5″ NB, 5° 39′ 5″ OL                               |
| 1989  | Gestrekte Figuur                                                                | Gerrit Langedijk (1930-2014)                         | Molenstraat/Bunschoterweg                           | Ede      | Kunstwerk             |                                                               | 52° 2′ 51″ NB, 5° 40′ 22″ OL                             |
| 1990  | Ontmoetingsteken                                                                | Piet Slegers (1923)                                  | Apeldoornseweg, niet ver van Bosrand                | Ede      | Kunstwerk             |                                                               | 52° 3′ 14″ NB, 5° 40′ 41″ OL                             |
| 1990  | Overspanning                                                                    | Marijke de Goey (1947)                               | Rijksweg A12, bij Maanderdijk                       | Ede      | Kunstwerk             |                                                               | 52° 0′ 46″ NB, 5° 39′ 13″ OL                             |
| 1990  | Sherman Tank                                                                    |                                                      | Arnhemseweg /Nieuwe Kazernelaan                     | Ede      | Gedenkteken           |                                                               | 52° 2′ 29″ NB, 5° 41′ 32″ OL                             |
| 1991  | Omgevingskunst met moerascipressen                                              | Lucien den Arend (1944)                              | Laan der Verigde Naties / Trumandreef               | Ede      | Kunstwerk             |                                                               | 52° 1′ 15″ NB, 5° 38′ 21″ OL                             |
| 1991  | Tankstation                                                                     | Henk Visch (1950)                                    | A30 kilometerpaal 18                                | Ede      | Kunstwerk             |                                                               | 52° 6′ 34″ NB, 5° 34′ 36″ OL                             |
| 1991  | Een Spiegel voor Pallas Athene                                                  | Egon Kuchlein                                        | Koekelseboslaan 21, college                         | Ede      | Kunstwerk             |                                                               | 52° 2′ 13″ NB, 5° 38′ 28″ OL                             |
| 1992  | Kunst op Rotonde: Aarde                                                         | Hanshan Roebers (1941)                               | Laan der Verenigde Naties                           | Ede      | Kunstwerk             |                                                               | 52° 1′ 25″ NB, 5° 38′ 28″ OL                             |
| 1993  | Bennekoms boertje wachtend op "Bello"                                           | Adri de Waard (1923-2011)                            | Dorpstraat 35, Bellekom                             | Bennekom | Kunstwerk             |                                                               | 51° 59′ 54″ NB, 5° 40′ 32″ OL                            |
| 1994  | Kunst op Rotonde : Water                                                        | Hanshan Roebers (1941)                               | Laan der Verenigde Naties                           | Ede      | Kunstwerk             |                                                               | 52° 1′ 19″ NB, 5° 38′ 4″ OL                              |
| 1994  | De Twaalf Apostelen                                                             | Eric Claus (1936)                                    | Oude Kerkplein                                      | Ede      | Kunstwerk             |                                                               | 52° 2′ 45″ NB, 5° 40′ 17″ OL                             |
| 1994  | Kunst op Rotonde: Vuur                                                          | Hanshan Roebers (1941)                               | Laan der Verenigde Naties                           | Ede      | Kunstwerk             |                                                               | 52° 1′ 24″ NB, 5° 38′ 18″ OL                             |
| 1994  | Kunst op Rotonde: Lucht                                                         | Hanshan Roebers (1941)                               | Laan der Verenigde Naties                           | Ede      | Kunstwerk             |                                                               | 52° 1′ 24″ NB, 5° 38′ 8″ OL                              |
| 1995  | Nevelstenen                                                                     | Paul Poelmans                                        | Dr. Willemdreeslaan / Laan der Verenigde Naties     | Ede      | Kunstwerk             |                                                               | 52° 1′ 22″ NB, 5° 38′ 51″ OL                             |
| 1995  | Gedenksteen Centraal Monument Lunteren                                          |                                                      | Meester Scheepstraplein                             | Lunteren | Gedenkteken           |                                                               | 52° 5′ 1″ NB, 5° 37′ 19″ OL                              |
| 1995  | Gedenksteen Centraal Monument Harskamp                                          |                                                      | Nieuwe Plein/Dorpstraat                             | Harskamp | Gedenkteken           |                                                               | 52° 7′ 52″ NB, 5° 45′ 7″ OL                              |
| 1995  | Gedenksteen Centraal Monument Wekerom                                           |                                                      | Dorpsplein, Wekerom                                 | Wekerom  | Gedenkteken           |                                                               | 52° 6′ 42″ NB, 5° 42′ 59″ OL                             |
| 1995  | Gedenksteen Centraal Monument Bennekom                                          |                                                      | Dorpsstraat 24, Bennekom                            | Bennekom | Gedenkteken           |                                                               | 51° 59′ 55″ NB, 5° 40′ 32″ OL                            |
| 1995  | Canadees Monument / Centraal Monument                                           |                                                      | Arnhemse weg/ Vossenakker                           | Ede      | Gedenkteken           |                                                               | 52° 2′ 34″ NB, 5° 40′ 42″ OL                             |
| 1995  | Gedenksteen Centraal Monument De Valk                                           |                                                      | Valkse Binnenweg/Hoge Valkseweg                     | De Valk  | Gedenkteken           |                                                               | 52° 7′ 15″ NB, 5° 40′ 14″ OL                             |
| 1995  | Gedenksteen Centraal Monument Ederveen                                          |                                                      | Bruinehorst                                         | Ederveen | Gedenkteken           |                                                               | 52° 3′ 60″ NB, 5° 34′ 40″ OL                             |
| 1995  | Gedenksteen Centraal Monument De Klomp                                          |                                                      | Stationsweg, De Klomp                               | De Klomp | Gedenkteken           |                                                               | 52° 2′ 47″ NB, 5° 34′ 24″ OL                             |
| 1995  | Windkracht                                                                      | Pépé Grégoire (1950)                                 | Plantsoen Victoria Vesta Vijver                     | Ede      | Kunstwerk             |                                                               | 52° 2′ 22″ NB, 5° 38′ 53″ OL                             |
| 1995  | Monument voor de gebroeders Steenbergen                                         |                                                      | Keijenbergseweg / Selterkampweg                     | Bennekom | Gedenkteken           |                                                               | 51° 59′ 42″ NB, 5° 41′ 24″ OL                            |
| 1995  | Day and Night                                                                   | Jaroslav Broz (1935)                                 | Erasmusstate                                        | Ede      | Kunstwerk             |                                                               | 52° 1′ 24″ NB, 5° 37′ 52″ OL                             |
| 1995  | Het Koningspaar                                                                 | Pjotr van Oorschot (1944)                            | Dr.W.Dreeslaan/Stadspoort                           | Ede      | Kunstwerk             |                                                               | 52° 1′ 24″ NB, 5° 38′ 53″ OL                             |
| 1996  | Zonder titel/het roze huis                                                      | Titia Ex (1959)                                      | in depot                                            | Ede      | Kunstwerk             |                                                               | in depot                                                 |
| 1997  | Krijger met Januskop                                                            | George Degenhart (1936)                              | Winkelcentrum De Stadspoort / Gasperisingel         | Ede      | Kunstwerk             |                                                               | 52° 1′ 6″ NB, 5° 38′ 56″ OL                              |
| 1998  | Zonder titel                                                                    | Sjoerd Buisman (1948)                                | Plantsoen Jadestraat/Waterloweg                     | Ede      | Kunstwerk             |                                                               | 52° 2′ 37″ NB, 5° 39′ 58″ OL                             |
| 1999  | Zonder titel                                                                    | Mirjam Oskam                                         | Plantsoen Laarweg                                   | Bennekom | Kunstwerk             |                                                               | 52° 0′ 12″ NB, 5° 40′ 49″ OL                             |
| 2000  | Maple Leafs                                                                     | Ed Joosting Bunk                                     | Arnhemse weg 4                                      | Ede      | Gedenkteken           |                                                               | 52° 2′ 37″ NB, 5° 40′ 14″ OL                             |
| 2000  | Zonder titel                                                                    | Jits Bakker (1937 - 2014)                            | Kerklaan 1 Otterlo                                  | Otterlo  | Kunstwerk             |                                                               | 52° 6′ 5″ NB, 5° 46′ 24″ OL                              |
| 2001  | Robert Greene Monument                                                          |                                                      | Vijfsprongweg                                       | De Valk  | Gedenkteken           |                                                               | 52° 6′ 43″ NB, 5° 40′ 54″ OL                             |
| 2002  | Boertje uit Ederveen                                                            | Rien Goené (1929-2013)                               | Marktplein 10 / Dorpshuis Ederveen                  | Ederveen | Kunstwerk             |                                                               | 52° 3′ 42″ NB, 5° 34′ 36″ OL                             |
| 2002  | Dorsende Boer                                                                   | Ans Mosterd                                          | Dorpstraat 47, Bennekom                             | Bennekom | Kunstwerk             |                                                               | 51° 59′ 52″ NB, 5° 40′ 33″ OL                            |
| 2003  | Matras                                                                          | Marry Overtoom (1957)                                | Maanderplein/Maandweg/Stationstraat                 | Ede      | Kunstwerk             |                                                               | 52° 2′ 30″ NB, 5° 40′ 7″ OL                              |
| 2003  | Lampen en beschilderde pilaren                                                  | Dick van Hoff (1971 Aukje Peters (1971)              | in depot                                            | Bennekom | Kunstwerk             |                                                               | in depot                                                 |
| 2003  | Het andere plan Vleermuis                                                       | Erick de Lyon                                        | Grote en Kleine Houtplein                           | Ede      | Kunstwerk             |                                                               | 52° 3′ 5″ NB, 5° 38′ 22″ OL                              |
| 2003  | De Krans                                                                        | Rini Hurkmans (1954)                                 | Asakkerweg/Algemene Begraafplaats                   | Ede      | Kunstwerk             |                                                               | 52° 3′ 19″ NB, 5° 40′ 6″ OL                              |
| 2004  | Blauw hondje                                                                    | Marjolijn Mandersloot (1959)                         | Kuiperplein/Brouwerstraat                           | Ede      | Kunstwerk             |                                                               | 52° 2′ 45″ NB, 5° 40′ 5″ OL                              |
| 2004  | Grasspriet met veel energie / 54 lichtstokken                                   | Jan van Munster (1939)                               | Knooppunt A12 en A30                                | Ede      | Kunstwerk             |                                                               | 52° 1′ 30″ NB, 5° 36′ 47″ OL                             |
| 2005  | Canadees Monument "Slag in Otterlo"                                             |                                                      | Dorpstraat Otterlo                                  | Otterlo  | Gedenkteken           |                                                               | 52° 6′ 7″ NB, 5° 46′ 37″ OL                              |
| 2005  | On the Rocks                                                                    | Marry Overtoom (1957)                                | Bevrijdingsplein                                    | Ede      | Kunstwerk             |                                                               | 52° 2′ 37″ NB, 5° 40′ 12″ OL                             |
| 2005? | Bevrijdingsmonument 49th (West Riding) Infantry Division (De Kurk)              |                                                      | Maandereind                                         | Ede      | Kunstwerk             |                                                               | 52° 2' 37" NB, 5° 40' 12" OL                             |
| 2005  | Zonder titel                                                                    | Auke de Vries (1937)                                 | Markt                                               | Ede      | Kunstwerk             |                                                               |                                                          |
| 2006  | Samen                                                                           | Joop Haffmans (1922-2014)                            | Bergstraat 4                                        | Ede      | Kunstwerk             |                                                               | 52° 2′ 45″ NB, 5° 40′ 31″ OL                             |
| 2006  | De Meander                                                                      | Floor van Dusseldorp                                 | Dorpstraat/Wilbrinkstraat                           | Lunteren | Kunstwerk             |                                                               | 52° 5′ 8″ NB, 5° 37′ 12″ OL                              |
| 2006  | Krachtmeting - Twee Stieren                                                     | Jits Bakker (1937 - 2014)                            | Bergstraat 4                                        | Ede      | Kunstwerk             |                                                               | 52° 2′ 43″ NB, 5° 40′ 31″ OL                             |
| 2007  | De Spindop                                                                      | Cobi van de Kuit-Blokker (1951)                      | Spindopplein                                        | Ede      | Kunstwerk             |                                                               | 52° 1′ 41″ NB, 5° 39′ 60″ OL                             |
| 2008  | All good things come to those who wait                                          | Sandro Setola (1976)                                 | Van Slootenplein                                    | Bennekom | Kunstwerk             | Sandro Setola: "All good things come to those who wait", 2008 | 51° 59′ 59″ NB, 5° 40′ 36″ OL                            |
| 2008  | Beeldtafel                                                                      | Ine Boeijen (1955)                                   | Jachtlaan                                           | Ede      | Kunstwerk             |                                                               | 52° 2′ 6″ NB, 5° 38′ 58″ OL                              |
| 2008  | Je t’aime (Twee Koffiepotten)                                                   | Klaas Gubbels (1934)                                 | Oude Kerkplein                                      | Ede      | Kunstwerk             |                                                               | 52° 2′ 46″ NB, 5° 40′ 19″ OL                             |
| 2009  | Herdenkingsbord in de Kraats                                                    |                                                      | Krommesteeg / Harnsedijkje                          | Bennekom | Gedenkteken           |                                                               | 52° 0′ 13″ NB, 5° 38′ 40″ OL                             |
| 2009  | Rustpunt                                                                        | Jeroen Doorenweerd (1962)                            | Dr. Hartogsweg / Panoramaweg                        | Bennekom | Kunstwerk             |                                                               | 52° 1′ 3″ NB, 5° 43′ 37″ OL                              |
| 2009  | Chico y Chica                                                                   | Juan Ripollés (1932)                                 | Raadhuisplein                                       | Ede      | Kunstwerk             |                                                               | 52° 2′ 44″ NB, 5° 40′ 25″ OL                             |
| 2009  | Altare Luna                                                                     | Joyce Bloem (1951)                                   | Kernhemseweg 7                                      | Ede      | Kunstwerk             |                                                               | 52° 3′ 10″ NB, 5° 39′ 28″ OL                             |
| 2009  | Monument ter nagedachtenis aan de slachtoffers van het geallieerd bombardement. |                                                      | Johannes Bosboomlaan/ Parkweg                       | Ede      | Gedenkteken           |                                                               | 52° 1′ 37″ NB, 5° 39′ 44″ OL                             |
| 2009  | De Bijenkorf                                                                    | Gerrit van Dijk Rein Schouten                        | Roskammersteeg/De Appelhof                          | Lunteren | Kunstwerk             |                                                               | 52° 4′ 59″ NB, 5° 37′ 15″ OL                             |
| 2009  | Monument voor de Middeleeuwen                                                   | Roland Sohier (1950)                                 | Langesteeg / Viermorgenweg                          | Bennekom | Kunstwerk             |                                                               | 52° 0′ 8″ NB, 5° 39′ 24″ OL                              |
| 2009  | Tuinperk De Hooge Hoek                                                          | Jacqueline van der Kloet                             | Hertenlaan/Reeënlaan                                | Lunteren | Kunstwerk             |                                                               | 52° 5′ 6″ NB, 5° 36′ 57″ OL                              |
| 2009  | Monument Planken Wambuis                                                        |                                                      | Verlengde Arnhemseweg, bij restaurant               | Ede      | Gedenkteken           |                                                               | 52° 2′ 4″ NB, 5° 47′ 16″ OL                              |
| 2010  | Oceanisch Verlangen                                                             | Gijs Assmann (1966)                                  | Doelenplein                                         | Ede      | Kunstwerk             |                                                               | 52° 2′ 42″ NB, 5° 40′ 19″ OL                             |
| 2010  | Leeuw                                                                           | Tom Claassen (1964)                                  | Bellestein                                          | Ede      | Kunstwerk             |                                                               | 52° 2′ 29″ NB, 5° 38′ 38″ OL                             |
| 2010  | Rotondes Otterlo                                                                |                                                      | Apeldoornseweg/ Barneveldseweg                      | Otterlo  | Kunstwerk             |                                                               | 52° 6′ 3″ NB, 5° 45′ 46″ OL 52° 6′ 13″ NB, 5° 46′ 12″ OL |
| 2011  | Replica gedenkteken De Leeuw                                                    |                                                      | Nieuwe Kazernelaan 10                               | Ede      | Gedenkteken           |                                                               | 52° 2′ 15″ NB, 5° 41′ 4″ OL                              |
| 2011  | Transformator huisje Brederhorst                                                | Barbara Recourt                                      | Brederhorst                                         | Ede      | Kunstwerk             |                                                               | 52° 2′ 48″ NB, 5° 38′ 34″ OL                             |
| 2011  | Transformatorhuisje Langenhorst                                                 | Barbara Recourt                                      | Langenhorst                                         | Ede      | Kunstwerk             |                                                               | 52° 2′ 39″ NB, 5° 38′ 29″ OL                             |
| 2011  | De Verbinding                                                                   | Jorge Jordan (1975)                                  | Leeuwenhorst, foto's binnen                         | Ede      | Kunstwerk             |                                                               | 52° 2′ 38″ NB, 5° 38′ 32″ OL                             |
| 2011  | Het Grote Geheugen X                                                            | Robbie Cornelissen (1954)                            | Hogeweg 23, binnen                                  | Bennekom | Kunstwerk             |                                                               | 51° 59′ 49″ NB, 5° 40′ 26″ OL                            |
| 2012  | Ander                                                                           | Hans van Houwelingen (1957)                          | Maandereind 51                                      | Ede      | Kunstwerk             |                                                               | 52° 2′ 31″ NB, 5° 40′ 8″ OL                              |
| 2012  | Transformatorhuisje Vanenburg                                                   | Barbara Recourt                                      | Vanenburg                                           | Ede      | Kunstwerk             |                                                               | 52° 2′ 42″ NB, 5° 38′ 45″ OL                             |
| 2012  | Beeldenroute van 12 steenformaties Oppervlak van de Verte (2005)                | Adri Verhoeven (1952)                                | Kazerneterrein                                      | Ede      | Kunstwerk             |                                                               | 52° 1′ 60″ NB, 5° 40′ 37″ OL                             |
| 2012  | Beeldenroute van 12 steenformaties Het Geheugen 2008                            | Adri Verhoeven (1952)                                | Kreelseweg                                          | Ede      | Kunstwerk             |                                                               | 52° 2′ 56″ NB, 5° 41′ 18″ OL                             |
| 2012  | Beeldenroute van 12 steenformaties Verdwaalde Steen 2002                        | Adri Verhoeven (1952)                                | Molenstraat 45                                      | Ede      | Kunstwerk             |                                                               | 52° 2′ 48″ NB, 5° 40′ 1″ OL                              |
| 2012  | Beeldenroute van 12 steenformaties Lavanest 2004                                | Adri Verhoeven (1952)                                | Arnhemseweg 58                                      | Ede      | Kunstwerk             |                                                               | 52° 2′ 35″ NB, 5° 40′ 40″ OL                             |
| 2012  | Beeldenroute van 12 steenformaties Territorium 2009                             | Adri Verhoeven (1952)                                | Kreelseweg                                          | Ede      | Kunstwerk             |                                                               | 52° 2′ 58″ NB, 5° 42′ 25″ OL                             |
| 2012  | Beeldenroute van 12 steenformaties Daglicht 2014                                | Adri Verhoeven (1952)                                | Kreelseweg                                          | Ede      | Kunstwerk             |                                                               | 52° 3′ 5″ NB, 5° 43′ 9″ OL                               |
| 2012  | Beeldenroute van 12 steenformaties Duurzame Relatie 1999                        | Adri Verhoeven (1952)                                | Kreelseweg                                          | Ede      | Kunstwerk             |                                                               | 52° 3′ 16″ NB, 5° 44′ 25″ OL                             |
| 2012  | Beeldenroute van 12 steenformaties Kudde 2010                                   | Adri Verhoeven (1952)                                | Planken wambuisweg                                  | Ede      | Kunstwerk             |                                                               | 52° 3′ 39″ NB, 5° 45′ 15″ OL                             |
| 2012  | Beeldenroute van 12 steenformaties Uitzicht 2009                                | Adri Verhoeven (1952)                                | Mosselsepad                                         | Ede      | Kunstwerk             |                                                               | 52° 4′ 13″ NB, 5° 45′ 25″ OL                             |
| 2012  | Beeldenroute van 12 steenformaties Zweeds Verlangen 2008                        | Adri Verhoeven (1952)                                | Zweeds Verlangen                                    | Ede      | Kunstwerk             |                                                               | 52° 4′ 38″ NB, 5° 45′ 6″ OL                              |
| 2012  | Beeldenroute van 12 steenformaties Kolonie 2010                                 | Adri Verhoeven (1952)                                | Zweeds Verlangen                                    | Ede      | Kunstwerk             |                                                               | 52° 4′ 44″ NB, 5° 45′ 38″ OL                             |
| 2012  | Beeldenroute van 12 steenformaties Kindertijd van de Berg 2003                  | Adri Verhoeven (1952)                                | Mosselsepad                                         | Ede      | Kunstwerk             |                                                               | 52° 5′ 21″ NB, 5° 45′ 54″ OL                             |
| 2012  | Kat en Mus                                                                      | Jeroen Henneman (1942)                               | Achterdoelen/Vendelstraat                           | Ede      | Kunstwerk             |                                                               | 52° 2′ 40″ NB, 5° 40′ 17″ OL                             |
| 2012  | Joods Monument                                                                  | Roger Nowacki                                        | Vossenakker/Paasberg                                | Ede      | Gedenkteken           |                                                               | 52° 2′ 38″ NB, 5° 40′ 39″ OL                             |
| 2012  | Fietstunnel A12                                                                 | Ingrid Govers (1984)                                 | A12 bij Selterkampweg                               | Bennekom | Kunstwerk             |                                                               | 52° 0′ 46″ NB, 5° 41′ 14″ OL                             |
| 2013  | Militair Monument                                                               | Linda Swaap                                          | Vossenakker,Paasberg                                | Ede      | Gedenkteken           |                                                               | 52° 2′ 36″ NB, 5° 40′ 43″ OL                             |
| 2014  | Bijou                                                                           | Michiel Kluiters (1971)                              | Grotestraat                                         | Ede      | Kunstwerk             |                                                               | 52° 2′ 57″ NB, 5° 40′ 14″ OL                             |
| 2014  | Point Growth                                                                    | Lim Dong-Lak (1953)                                  | Torenstraat/Grotestraat                             | Ede      | Kunstwerk             |                                                               | 52° 2′ 46″ NB, 5° 40′ 16″ OL                             |
| 2015  | Lost and Found                                                                  | Heidi Linck (1978)                                   | Oost Breukelderweg 1                                | Bennekom | Kunstwerk             |                                                               | 52° 0′ 42″ NB, 5° 40′ 37″ OL                             |
| 2016  | De Bron                                                                         | Floor van Dusseldorp                                 | Spoorstraat                                         | Lunteren | Kunstwerk             |                                                               | 52° 5′ 7″ NB, 5° 37′ 26″ OL                              |
| 2016  | Social Sofa Tuinpark de Koekelt                                                 |                                                      | Bij Inschoterweg                                    | Ede      | Kunstwerk             |                                                               | 52° 2′ 13″ NB, 5° 37′ 44″ OL                             |
|       | Social Sofa Veldhuizerbos                                                       |                                                      | Hulsbeek                                            | Ede      | Kunstwerk             |                                                               | 52° 2′ 29″ NB, 5° 37′ 37″ OL                             |
| 2018  | Tumbado                                                                         | Juan Ripollés (1932)                                 | Raadhuisplein                                       | Ede      | Kunstwerk             |                                                               | 52° 2′ 43″ NB, 5° 40′ 23″ OL                             |
| 2018  | Moluks Monument 'Dit tengah ombak'                                              | Jaïr Pattipeilohy & Maurice den Boer                 | Dorpsstraat                                         | Lunteren | Kunstwerk             |                                                               | Dorpsstraat                                              |
| 2019  | Meridiana                                                                       | Helaine Blumenfeld (1942)                            | Oude Kerkplein                                      | Ede      | Kunstwerk             |                                                               | 52° 2′ 45″ NB, 5° 40′ 16″ OL                             |
| 2019  | Vensters op het Verleden                                                        | Karin Colen                                          | Ginkelse Heide                                      | Ede      | Kunstwerk             |                                                               | 52° 2′ 8″ NB, 5° 44′ 8″ OL                               |
| 2021  | Phyllotaxis Baroque                                                             | Sjoerd Buisman (1948)                                | Arnhemseweg 4 A                                     | Ede      | Kunstwerk             |                                                               | 52° 2' 37" NB, 5° 40' 14" OL                             |
| 2021  | Handen (monument voor de Coronacrisis in Nederland)                             | Eja Siepman van den Berg (1943)                      | Memorialpark                                        | Ede      | Kunstwerk en monument |                                                               | 52° 2' 38" NB, 5° 40' 39" OL                             |
| 2021  | Indië-monument                                                                  | Jaïr Pattipeilohy en Maurice den Boer                | Vossenakker, Memorialpark                           | Ede      | Kunstwerk             |                                                               |                                                          |